# Argus (navio)
O navio Argus partiu em 27 de Julho de 1823 do porto de Amsterdam (porto de Den Helder), Países Baixos, e desembarcou no Rio de Janeiro no dia 7 de Janeiro de 1824. No navio havia imigrantes europeus de diversas famílias e nacionalidades, principalmente alemã. No total havia 284 imigrantes, sendo que apenas 134 eram colonos destinados à colônia alemã de Nova Friburgo, localizada no Rio de Janeiro, sendo o primeiro registro oficial da imigração alemã no Brasil. Os capitães do navio foram B. Ehlers e Peter Zink.
Conrad Meyer ficou responsável por fazer a listagem dos passageiros e também detalhar de maneira minuciosa a viagem. Na sua listagem e nos seus depoimentos procurou, também, avaliar cada passageiro citando a profissão e outras características importantes, como a quantia paga pela viagem e condição patrimonial. Foi importante na procura por fatos isolados e viajantes que retornaram a Alemanha, como ele mesmo.
Outra observação específica de Meyer está relacionada a José Gross, homem honesto e condutor da então colônia, que afirmava que ele serviria positivamente em caso de guerra e conflitos civis. Gross não foi aceito pelo exército, retornando à Europa. Segundo um ofício de Carvalho e Mello a Monsenhor Miranda, datado 27 de abril de 1828, Gross retornou ao Brasil em 1826 fixando-se no sul do país.

## Razões da vinda do veleiro e dos imigrantes
Devido à Revolução Industrial na Europa e às Guerras Napoleónicas, a Alemanha, e o continente europeu como um todo, estavam em péssimas condições. Havia novas profissões na manufatura, mas aos camponeses germânicos restou a desilusão. A ausência de qualificação profissional e o aumento dos centros urbanos originaram um desequilíbrio entre crescimento populacional e geração de emprego. Restava aos camponeses, agricultores a artesãos apenas a emigração. Outros fatores que implicaram a emigração foram a necessidade de fuga de expatriados, que negavam o serviço militar obrigatório, e também a discriminação da sociedade aos concubinos, que isolados no país de origem, emigravam.
No Brasil, com a sua independência em 1822, houve a necessidade de formação de um novo exército no intuito de garantir esta independência militarmente. Havia muitas vagas para soldados, mas pouca procura, por conseguinte, a imigração europeia tornou-se uma opção. Além disso, parte da região sul do país, principalmente a antiga Província Cisplatina e a região da Colônia São Leopoldo, estavam pouco habitadas e com conflitos diretos com países vizinhos, como a Argentina; o governo brasileiro, com a recomendação da Imperatriz Dona Leopoldina, decidiu então financiar a imigração de alemães ao Brasil. Lá havia muitos soldados desempregados com o fim das Guerras Napoleónicas e agricultores desqualificados para as novas ofertas de emprego.
Coube então ao Major Johann Anton Von Schaeffer trazer alemães ao Brasil. Emigrantes alemães viajavam até Hamburgo, lá eram submetidos às verificações necessárias e à renúncia da cidadania alemã. Deixavam então definitivamente amigos e família, mas também um mundo instável, de explosão demográfica e recessão econômica, para aceitar uma nova pátria, que era o Brasil.
Além disso, O governo alemão em exercício também encorajava a imigração de empreendedores e desempregados a fim de conseguir mercado para os produtos nacionais. Tanto que para algumas colonias e países houve planejamento e contratação de profissionais na elaboração das colônias internas; entretanto, as relações comerciais entre ambas foram modestas e instáveis, sendo que a ligação maior dos colonos com a Alemanha ficou sendo apenas a cultural.

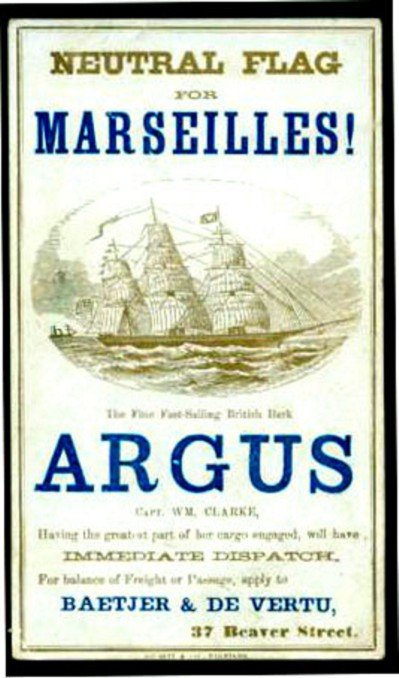
Cartaz anunciando o navio Argus

## A viagem a bordo doArgus
O veleiro saiu de Amsterdam no dia 27 de Julho de 1823. No início, e durante toda a viagem, o navio foi assolado por fortes tempestades que sopravam para o Oeste, tanto que o Argus chegou a perder o mastro central e teve que atracar no porto holandês de Texel. No período de reforma 26 passageiros desistiram da viagem e fugiram com medo de novos desastres; em 10 de setembro do mesmo ano reiniciou-se a viagem com mais tempestades obrigando o veleiro a arribar-se na Ilha de Wight - Costa Sul da Inglaterra. Na terceira partida um furacão ameaça novamente a integridade do Argus que acaba atracando novamente, mas na Espanha, num Porto de Biscaia..
No decorrer da viagem, após diversas outras tempestades, o Argus atracou inúmeras vezes (RETIRAR nas orlas da África) até que conseguiu finalmente um ancoradouro seguro na Ilha de Tenerife partindo no dia 8 de novembro para o Brasil. A chegada ao Rio de Janeiro, com 150 soldados e 134 colonos ocorreu no dia 7 de janeiro de 1824.
Entre os passageiros do veleiro havia Peter Berbert, lavrador de Hesse e primeiro imigrante da família Berbert no Brasil, Peter Müller, também de Hesse e primeiro imigrante da família Müller, Friedrich Oswald Sauerbronn, primeiro pastor evangélico do Brasil, e Karl Niethammer, primeiro boticário da Colônia alemã de São Leopoldo.

## As anotações de Conrad Meyer
Conrad Meyer era minucioso e descrevia toda as situações dentro do veleiro durante a viagem. Segundo ele, após partir pela primeira vez, "O navio enfrentou longos temporais que inutilizaram seus mastros quebrando-os e obrigando a um retorno ao porto de Texel, onde 26 colonos homens, mulheres e crianças fugiram a um novo embarque." Além disso, Meyer descreveu a segunda partida como tão infeliz quanto a primeira: "cruzamos durante alguns dias o Canal da Mancha e fomos forçados uma segunda vez por ventos a arribar a Cowes na Ilha de Wight. A nossa terceira partida, parecia mais favorável do que o das duas primeiras. Mas logo grandes furacões nos lançaram na Baia de Biscaia e mais tarde nas Costas de Mandragora na África; só depois de infinito atraso conseguimos chegar a Tenerife, em Santa Cruz".
A partir de Santa Cruz, houve nova compra de água, mas sem Conrad Meyer, que embarcara no Paquete inglês Eclipse, este seguiu o Argus até o Rio de Janeiro. Meyer chegou primeiro com as anotações necessárias do Argus que foram encaminhadas às autoridades do Brasil. Com a chegada de Argus, em 1824, o Ministro Carvalho de Mello respondeu os ofícios do Major Johann Anton Von Schaeffer, prometia a ele o envio de fundos e qualquer ajuda necessária destinada à colonização de Nova Friburgo, e também de outros lugares como a Colônia alemã de São Leopoldo. Porém, a colonização não ficou restrita a estes lugares, com o tempo houve também imigração destes colonos a outras regiões, como Londrina e Manhuaçu, especificamente na região de São Pedro do Avaí.
Conrad Meyer foi muito importante pois foi o relator oficial da viagem prestando informações personalizadas necessárias ao império agrupadas em três principais listas, todas muito específicas e com detalhes sobre cada passageiro. Segundo ele e Schaeffer, havia 300 emigrantes, porém as listagens não conferem entre si, já que era analisado o chefe familiar por núcleo de trabalho.
Por fim, José Antônio Soares de Souza organizou as listas com o título de "Os Colonos de Schaeffer em Nova Friburgo." Ele agrupou em um primeiro quadro as listas um e dois de Meyer detalhando diferenças de pagamento das passagens e setor de trabalho. Em relação à total ausência de pagamento, que ficaram na terceira lista, foram agrupados em outro quadro.

### O primeiro quadro
Todos os emigrados entre 1 e 37 são chefes de família e possuem dependentes diretos (seus familiares). Além disso, como já dito foram todos trabalhadores destinados às colônias, sendo assim trouxeram diversos equipamentos e acessórios necessários a agricultura. Conrad Meyer ainda recomenda a Augusto Governante toda a benevolência, diz adiante: "espera-se que eles (os imigrantes) sem esquecer a velha pátria, se dediquem à nova. Em relação aos demais, Meyer cita a viúva Dault (número 38), que pede 100 piastras considerando a morte do marido antes do embarque, sendo que o pago por ele não lhe foi devolvido; e o número 39, que morreu durante a viagem. O total de imigrantes na primeira lista foi 177. Na segunda lista o total foi de 84 pessoas; todos nesta segunda lista também eram chefes de família tendo dependentes diretos, ainda segundo Meyer eles tinham que pagar um frete de 2.680,00 florins, sendo que 2,50 florins equivaliam a uma piastra (à razão de 2½ florins por piastra = 1,070 piastras), mas Schaeffer se responsabilizara por eles e até assinou por estas pessoas na Chancelaria de Assuntos Estrangeiros em Hamburgo em 18 de julho de 1823. Meyer afirmou: "Esses indivíduos ficarão à disposição do Governo que os fará trabalhar, devendo ser reembolsados pelo seu trabalho com a soma que o Governo decidir lhes dar. Eu os recomendo, assim como os da lista nº 1 e peço alta proteção do Augusto Governo Brasileiro".
Segue as listas 1 e 2:
| Primeira lista de passageiros | Primeira lista de passageiros | Primeira lista de passageiros | Primeira lista de passageiros | Primeira lista de passageiros | Primeira lista de passageiros | Primeira lista de passageiros |
| Nº                            | Nome                          | Sobrenome                     | Profissão                     | Dependentes                   | Origem                        | Origem                        |
| ----------------------------- | ----------------------------- | ----------------------------- | ----------------------------- | ----------------------------- | ----------------------------- | ----------------------------- |
| 1                             | G.                            | Fechter                       | Lavrador                      | 1                             | Baviera                       | Alemanha                      |
| 2                             | Henrique                      | Bourguignon                   | Lavrador                      | 1                             | Frankfurt am Main             | Alemanha                      |
| 3                             | Henrique                      | Junger                        | Lavrador                      | 6                             | Hesse                         | Alemanha                      |
| 4                             | Henrique                      | Schott                        | Lavrador                      | 6                             | Hesse                         | Alemanha                      |
| 5                             | Peter                         | Müller                        | Lavrador                      | 4                             | Hesse                         | Alemanha                      |
| 6                             | Peter                         | Berbert                       | Lavrador                      | 3                             | Hesse                         | Alemanha                      |
| 7                             | Guilherme                     | Schwab                        | Lavrador                      | 5                             | Hesse                         | Alemanha                      |
| 8                             | Balthasar                     | Grieb                         | Moleiro                       | 4                             | Hesse                         | Alemanha                      |
| 9                             | Heinrich                      | Eller                         | Padeiro                       | 7                             | Hesse                         | Alemanha                      |
| 10                            | Jonas                         | Emmerich                      | Moleiro                       | 5                             | Hesse                         | Alemanha                      |
| 11                            | Jean                          | Heinrich                      | Moleiro                       | 2                             | Hesse                         | Alemanha                      |
| 12                            | C.                            | Heinfelder                    | Moleiro                       | 5                             | Hesse                         | Alemanha                      |
| 13                            | Pierre                        | Nanz                          | Moleiro                       | 4                             | Hesse                         | Alemanha                      |
| 14                            | Jacques                       | Spamer                        | Moleiro                       | 4                             | Hesse                         | Alemanha                      |
| 15                            | Daniel                        | Dorr                          | Moleiro                       | 5                             | Hesse                         | Alemanha                      |
| 16                            | Werner                        | Louback                       | Lavrador                      | 8                             | Hesse                         | Alemanha                      |
| 17                            | Henri                         | Doring                        | Lavrador                      | 4                             | Hesse                         | Alemanha                      |
| 18                            | Adam                          | Diedrich                      | Lavrador                      | 4                             | Hesse                         | Alemanha                      |
| 19                            | Gaspard                       | Kaiser                        | Lavrador                      | 4                             | Hesse                         | Alemanha                      |
| 20                            | Jacques                       | Klein                         | Lavrador                      | 7                             | Hesse                         | Alemanha                      |
| 21                            | Pierre                        | Klein                         | Lavrador                      | 6                             | Hesse                         | Alemanha                      |
| 22                            | Conrad                        | Klein                         | Lavrador                      | 7                             | Hesse                         | Alemanha                      |
| 23                            | Jacques                       | Klein (Jovem)                 | Lavrador                      | 2                             | Hesse                         | Alemanha                      |
| 24                            | Henri                         | Schenckel                     | Lavrador                      | 6                             | Hesse                         | Alemanha                      |
| 25                            | Conrad                        | Rigel                         | Lavrador                      | 6                             | Hesse                         | Alemanha                      |
| 26                            | Nicolaus                      | Hermann                       | Lavrador                      | 7                             | Hesse                         | Alemanha                      |
| 27                            | Jacques                       | Winter                        | Carroceiro                    | 6                             | Hesse                         | Alemanha                      |
| 28                            | Phil                          | Heringer                      | Alfaiate                      | 2                             | Ducado de Oldemburgo          | Alemanha                      |
| 29                            | George                        | Schwend                       | Lavrador                      | 5                             | Ducado de Oldemburgo          | Alemanha                      |
| 30                            | Charles                       | Heiderich                     | Lavrador                      | 3                             | Ducado de Oldemburgo          | Alemanha                      |
| 31                            | Henri                         | Baum                          | Lavrador                      | 5                             | Ducado de Oldemburgo          | Alemanha                      |
| 32                            | Nicolau                       | Schneider                     | Lavrador                      | 5                             | Ducado de Oldemburgo          | Alemanha                      |
| 33                            | I. A.                         | Klose                         | Lavrador                      | 5                             | Prússia                       | Reino da Prússia              |
| 34                            | Phil                          | Kaspar                        | Ourives                       | 2                             | Ducado de Oldemburgo          | Alemanha                      |
| 35                            | Guilherme                     | Schnejof                      | Alfaiate                      | 5                             | Nassau                        | Alemanha                      |
| 36                            | Pierre                        | Alt                           | Cirurgião                     | 5                             | Prússia                       | Reino da Prússia              |
| 37                            | Jean                          | Ort                           | Lavrador                      | 2                             | Hesse                         | Alemanha                      |
| 38                            | Margareth                     | Daudt                         | Costureira                    | 6                             | Hesse                         | Alemanha                      |
| 39                            | C.                            | Projahn                       | Mecânico                      | 1                             | Hamburgo                      | Alemanha                      |
| 40                            | G. M.                         | Peachr                        | Comissário                    | 1                             | Württemberg                   | Alemanha                      |
| 41                            | Henry                         | Gross                         | Oficial                       | 1                             | Hesse                         | Alemanha                      |

| Segunda lista de passageiros | Segunda lista de passageiros | Segunda lista de passageiros | Segunda lista de passageiros | Segunda lista de passageiros | Segunda lista de passageiros | Segunda lista de passageiros |
| Nº                           | Nome                         | Sobrenome                    | Profissão                    | Dependentes                  | Origem                       | Origem                       |
| ---------------------------- | ---------------------------- | ---------------------------- | ---------------------------- | ---------------------------- | ---------------------------- | ---------------------------- |
| 42                           | G.                           | Hoffmann                     | não indicado                 | 1                            | Baviera                      | Alemanha                     |
| 43                           | Wilibald                     | Dorer                        | Carpinteiro                  | 3                            | Baviera                      | Alemanha                     |
| 44                           | Guilherme                    | Dratt                        | Lavrador                     | 4                            | Hesse                        | Alemanha                     |
| 45                           | Gaspard                      | Schneider                    | Lavrador                     | 5                            | Hesse                        | Alemanha                     |
| 46                           | Philip                       | Schmidt                      | Lavrador                     | 1                            | Hesse                        | Alemanha                     |
| 47                           | Conrad                       | Bröder                       | Carroceiro                   | 6                            | Hesse                        | Alemanha                     |
| 48                           | Ernest                       | Ulrich                       | Lavrador                     | 3                            | Hesse                        | Alemanha                     |
| 49                           | Charles                      | Reipert                      | Lavrador                     | 3                            | Hesse                        | Alemanha                     |
| 50                           | Henri                        | Hans                         | Lavrador                     | 5                            | Hesse                        | Alemanha                     |
| 51                           | Charles                      | Schwenck                     | Lavrador                     | 8                            | Hesse                        | Alemanha                     |
| 52                           | Johannes                     | Jungblut                     | Ourives                      | 4                            | Ducado de Oldemburgo         | Alemanha                     |
| 53                           | Charles                      | Fals                         | Ourives                      | 6                            | Ducado de Oldemburgo         | Alemanha                     |
| 54                           | Marguerite                   | Becker                       | Ourives                      | 2                            | Ducado de Oldemburgo         | Alemanha                     |
| 55                           | Philip                       | Ulrich                       | Lavrador                     | 5                            | Ducado de Oldemburgo         | Alemanha                     |
| 56                           | Nicolas                      | Baum                         | Lavrador                     | 5                            | Ducado de Oldemburgo         | Alemanha                     |
| 57                           | Jacques                      | Heringer                     | Ourives                      | 7                            | Ducado de Oldemburgo         | Alemanha                     |

### O segundo quadro
Como já dito, o segundo quadro continha os emigrantes alemães que não puderam pagar suas passagens, estando assim à total disposição do governo brasileiro; havia exceções: do 58 ao 60. Este quadro era o que havia mais observações por Conrad Meyer; dizia ele que os fretes das passagens estavam todos autorizados por Schaeffer, estando sob o controle da Chancelaria de Assuntos Estrangeiros do Rio de Janeiro (tudo calculado em piastras e datado 18 de Julho de 1823, Hamburgo).
Em relação aos emigrantes, o nº59 (F. Sauerbronn) era Pastor da Colônia Alemã; Meyer afirma que este deixou grande prestígio de onde vinha para escolher a nova pátria e era acompanhado de uma família numerosa, o emigrante esperava portanto que as promessas feitas a ele fossem todas cumpridas. Entretanto, como Meyer o desconhecia ele não indicou quais eram estas promessas e afirmou desconhecer o caráter deste emigrante, dizia não poder avaliá-lo se as reivindicações eram ou não verdadeiras e se sua índole era realmente boa.
O emigrante de nº 60, irmão de Meyer, era médico, cirurgião. Ele foi engajado especificamente por Schaeffer em nome do então governante do Brasil com a promessa de torná-lo cirurgião-mor que inclui os privilégios e salários que no Brasil outros do mesmo cargo já recebiam até então; a ele tinha o direito de ficar no Brasil ou retornar à Europa com todos os fretes pagos. Por fim, como ele era irmão de Meyer, não houve outras afirmações já que, segundo o próprio Meyer, ao recomendá-lo sua atuação teria provável teor parcial. Já os emigrantes Conrad Reigel e Gerard Will, nº 61 e 62 respectivamente, haviam feito toda a viagem dentro da cozinha, servindo aos demais passageiros, assim foram prometidos a eles uma bonificação de 10 piastras e um pagamento de soldado a cada um.
Por fim, G. Zack, emigrante nº 86, serviu como auxílio a civis e militares no navio, era companheiro de quarto de Conrad Meyer, que suplicou ao governo brasileiro que pagasse a ele e também aos capitães do navio 160,00 piastras. Ao recomendá-los particularmente, Meyer diz que todos mostrariam dignos à nova pátria e à benevolência do governo brasileiro, em qualquer setor e lugar que sejam empregados. O total de passageiros na lista 3 foi 96.
Segue a lista 3:
| Terceira lista de passageiros | Terceira lista de passageiros | Terceira lista de passageiros | Terceira lista de passageiros | Terceira lista de passageiros | Terceira lista de passageiros | Terceira lista de passageiros |
| Nº                            | Nome                          | Sobrenome                     | Profissão                     | Dependentes                   | Origem                        | Origem                        |
| ----------------------------- | ----------------------------- | ----------------------------- | ----------------------------- | ----------------------------- | ----------------------------- | ----------------------------- |
| 58                            | Adolphe                       | Meyer                         | Médico                        | 1                             | Suíça                         | Suíça                         |
| 59                            | Friedrich                     | Sauerbronn                    | Pastor                        | 8                             | Hesse                         | Alemanha                      |
| 60                            | Adolph                        | Meyer                         | Doutor                        | 1                             | Hamburgo                      | Alemanha                      |
| 61                            | Conrad                        | Reigel                        | Alfaiate                      | 1                             | Hesse                         | Alemanha                      |
| 62                            | Gerard                        | Will                          | Não indicado                  | 1                             | Hanôver                       | Alemanha                      |
| 63                            | J. A.                         | Neerwem                       | Não indicado                  | 1                             | Baviera                       | Alemanha                      |
| 64                            | Pierre                        | Grieb                         | Não indicado                  | 1                             | Hesse                         | Alemanha                      |
| 65                            | Berbard                       | Schmidt                       | Não indicado                  | 1                             | Hesse                         | Alemanha                      |
| 66                            | Eberhard                      | Schmidt                       | Lavrador                      | 1                             | Hesse                         | Alemanha                      |
| 67                            | Conrad                        | Ott                           | Lavrador                      | 1                             | Hesse                         | Alemanha                      |
| 68                            | George                        | Nauz                          | Lavrador                      | 1                             | Hesse                         | Alemanha                      |
| 69                            | André                         | Schneider                     | Lavrador                      | 1                             | Hesse                         | Alemanha                      |
| 70                            | Johannes                      | Klein                         | Alfaiate                      | 1                             | Hesse                         | Alemanha                      |
| 71                            | Leopold                       | Berkle                        | Não indicado                  | 1                             | Prússia                       | Reino da Prússia              |
| 72                            | Antoine                       | Schröder                      | Não indicado                  | 1                             | Prússia                       | Reino da Prússia              |
| 73                            | Louis                         | Baumbach                      | Lavrador                      | 1                             | Prússia                       | Reino da Prússia              |
| 74                            | Ulrich                        | Haeberle                      | Comissário                    | 1                             | Württemberg                   | Alemanha                      |
| 75                            | Auguste                       | Bullrich                      | Comissário                    | 1                             | Prússia                       | Reino da Prússia              |
| 76                            | Christiano                    | Ziegler                       | Comissário                    | 1                             | Prússia                       | Reino da Prússia              |
| 77                            | H.                            | Steigner                      | Não indicado                  | 1                             | Prússia                       | Reino da Prússia              |
| 78                            | Mathieu                       | Steiben                       | Não indicado                  | 1                             | Prússia                       | Reino da Prússia              |
| 79                            | C.                            | Niethammer                    | Farmacêutico                  | 1                             | Württemberg                   | Alemanha                      |
| 80                            | Daniel                        | Schaeffer                     | Vidraceiro                    | 1                             | Hesse                         | Alemanha                      |
| 81                            | C.                            | Schmitting                    | Padeiro                       | 1                             | Württemberg                   | Alemanha                      |
| 82                            | Tobie                         | Fedberg                       | Não indicado                  | 1                             | Suécia                        | Suécia                        |
| 83                            | Cristiano                     | Moll                          | Alfaiate                      | 1                             | Württemberg                   | Alemanha                      |
| 84                            | D. E.                         | Juraz                         | Não indicado                  | 1                             | Hungria                       | Hungria                       |
| 85                            | George                        | Blass                         | Não indicado                  | 1                             | Hesse                         | Alemanha                      |
| 86                            | Guilherme                     | Zack                          | Oficial de justiça            | 1                             | Württemberg                   | Alemanha                      |
| 87                            | Johannes                      | Prevotz                       | Sargento                      | 1                             | Holanda                       | Países Baixos                 |
| 88                            | Demerval                      | Não indicado                  | Não indicado                  | 1                             | França                        | França                        |
| 89                            | A. Z.                         | Borde                         | Não indicado                  | 1                             | França                        | França                        |